# 文理学院 (山梨県)
株式会社文理学院（ぶんりがくいん）は、山梨県及び静岡県において学習塾事業を展開する法人。
会社の設立は1992年だが、創立は1981年である。

## 歴史
- 1981年4月 - 桂文理学院を創立し、山梨県都留市桂町に「東桂教室」開校。
- 1988年4月 - 都留市上谷に「都留本部教室」開校。
- 1990年4月
  - 山梨県大月市大月に「大月教室」開校。
  - 開校に伴い、社名を文理学院に改名。
- 1992年5月 - 株式会社文理学院設立。
- 1993年3月
  - 山梨県富士吉田市上吉田に「富士吉田校」開校。
  - 開校に伴い、「教室」名を「校」名に変更。
- 1994年3月 - 山梨県上野原市上野原に「上野原校」開校。
- 1995年3月 - 富士吉田市新町に「下吉田校」開校。
- 1996年3月 - 静岡県御殿場市二枚橋に「御殿場校」開校。
- 1997年3月 - 御殿場市川島田に「川島田校」開校。
- 1998年3月 - 山梨県南都留郡富士河口湖町船津に「河口湖校」開校。
- 1999年3月 - 静岡県富士市伝法に「吉原校」を、同市中丸に「田子浦校」開校。
- 2000年3月 - 富士市今泉に「広見校」開校。
- 2001年3月 - 富士市厚原に「厚原校」を、同市森島に「富士南校」開校。
- 2003年12月 - 静岡県富士宮市小泉に「小泉校」開校。
- 2004年
  - 3月 - 富士宮市淀師に「富士宮西校」を、山梨県甲府市下石田に「甲府南西校」開校。
  - 8月 - 甲府市大里町に「大里校」開校。
  - 12月 - 甲府市湯田に「甲府南校」開校。
- 2006年3月 - 甲府市小瀬町に「小瀬校」を、富士宮市田中町に「富士宮駅南校」開校。
- 2007年3月 - 山梨県甲州市塩山に「塩山校」開校。
- 2008年
  - 2月 - 御殿場市中山に「富士岡校」開校。
  - 3月 - 甲府南西校及び富士宮駅南校に高等部部門開設。
- 2010年2月 - 静岡県駿東郡長泉町に「長泉校」開校。
- 2013年
  - 3月 - 山梨県中巨摩郡昭和町上河東に「昭和校」を、富士市八幡町に「中島校」開校。
  - 4月 - 中島校に高等部部門開設。
- 2014年3月 - 静岡県静岡市葵区上足洗に「唐瀬校」開校。
- 2015年
  - 3月 - 静岡市駿河区上川原に「長田校」開校。
  - 7月 - 山梨県笛吹市石和町に「石和校」開校。
- 2016年4月 - 唐瀬校に高等部部門開設。
- 2017年
  - 3月 - 静岡市駿河区中原に「中原校」開校。
  - 11月 - 株式会社学研ホールディングスの子会社となり、学研グループの一員に。
- 2018年10月 - 学研グループ内MVC（最優秀企業）を獲得。
- 2019年
  - 3月 - 静岡市駿河区豊田に「豊田校」開校。
  - 4月 - 小倉 勤が代表取締役社長に就任。
  - 12月 - 静岡市葵区羽鳥に「羽鳥校」開校。
- 2020年3月 - 山梨県甲斐市龍地に「双葉校」開校。
- 2021年3月 - 静岡市葵区片羽町に「安西校」開校。
- 2022年3月 - 静岡市葵区鷹匠に「Advanced鷹匠校」開校。
- 2023年12月 - 静岡市清水区月見町に「月見校」開校。
- 2024年4月 - 山梨県甲府市下小河原町に「山城校」開校。

※市町名は平成30年10月時点の名前に統一。

## 理念
社是
一.私達は、文理学院の社員として、その規則を守り、目標の達成と発展に大きく貢献できるよう誠心誠意努力します。
一.私達は、教師として、生徒の学力向上を図ることは基より、精神面の強化と豊かな情操をはぐくみ、生徒の将来の可能性を限りなく高めるよう誠心誠意努力します。
一.私達は、教育者として、自らを律し、自分自身の人間性の向上に努め、生徒の模範となれるよう誠心誠意努力します。
生徒指導方針
一.他の追随を許さない徹底した学習指導を実施し、学力を向上させる。
一.徹底指導を通して、集中力・忍耐力を体得させ、強い精神力を養成する。
一.どんな困難にも屈せず、自ら果敢に挑戦していく勇気と自主性を身につけさせる。
一.深い信愛の情を持ち厳しく接することにより、協調性と礼節を重んじる心を培う。
一.お互いに協力し合える関係を築かせ、やさしさと弱者を思いやる心をはぐくむ。

## 関係機関
- 学研ホールディングス - 親会社[5]
- 山梨県庁 - 協力事業を展開[6]